# 백청수
백청수(1941년 9월 3일~)는 대한민국의 정치인이다. 제7대 시흥시장을 역임했다.

## 경력
- 1998.07~2002.06 제7대 경기도 시흥시장
- 2002.05 새천년민주당 탈당

## 역대 선거 결과
|  | 21.14% |

|  | 48.81% |

|  | 29.46% |

| 전임 정언양 | 제7대 경기도 시흥시장 1998년 7월 1일~2002년 6월 30일 | 후임 정종흔 |